# A Palé
Singles de Rosalía
Yo x Ti, Tu x Mi
(2019) Highest in the Room
(2020)
A Palé est une chanson de la chanteuse espagnole Rosalía, sortie le 7 novembre 2019 sous le label Sony Music.

## Contexte
Rosalía poste un aperçu du clip le 6 novembre 2019 sur ses réseaux sociaux.
Un communiqué de presse explique le titre de la chanson en disant qu'elle tire son nom des palettes d'expédition en bois presque omniprésentes dont la chanteuse côtoie pendant des années en grandissant dans une région de Barcelone dominée par l'industrie du transport routier, mais l'esprit de la chanson est centré sur le fait de faire les choses en grand - notre capacité à être fort.

## Clip
Le clip est dévoilé le 7 novembre 2019, réalisé par Jora Frantzis. La vidéo se déroule dans un parc industriel avec la chanteuse assise dans un conteneur d'expédition sombre. On la voit ensuite sauter par-dessus plusieurs conteneurs avant de glisser sur un convoyeur. Rosalía est vue portant un monosourcil dans la vidéo, que les journalistes comparent à la peintre mexicaine Frida Kahlo.